# Henriettea
Henriettea är ett släkte av tvåhjärtbladiga växter. Henriettea ingår i familjen Melastomataceae.

## Bildgalleri

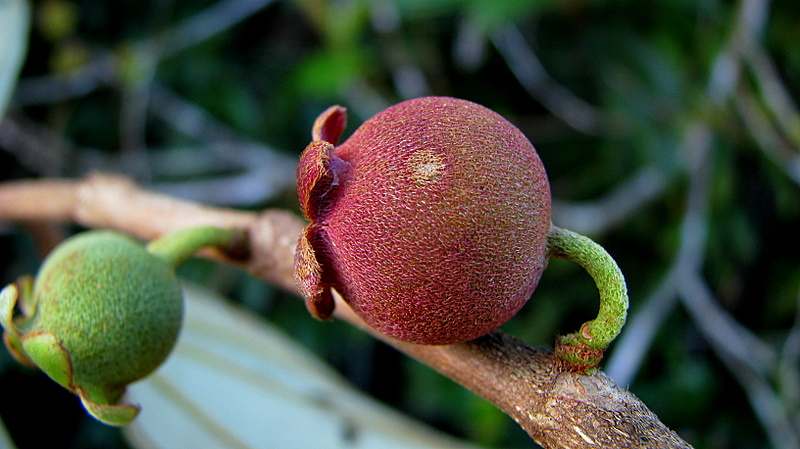
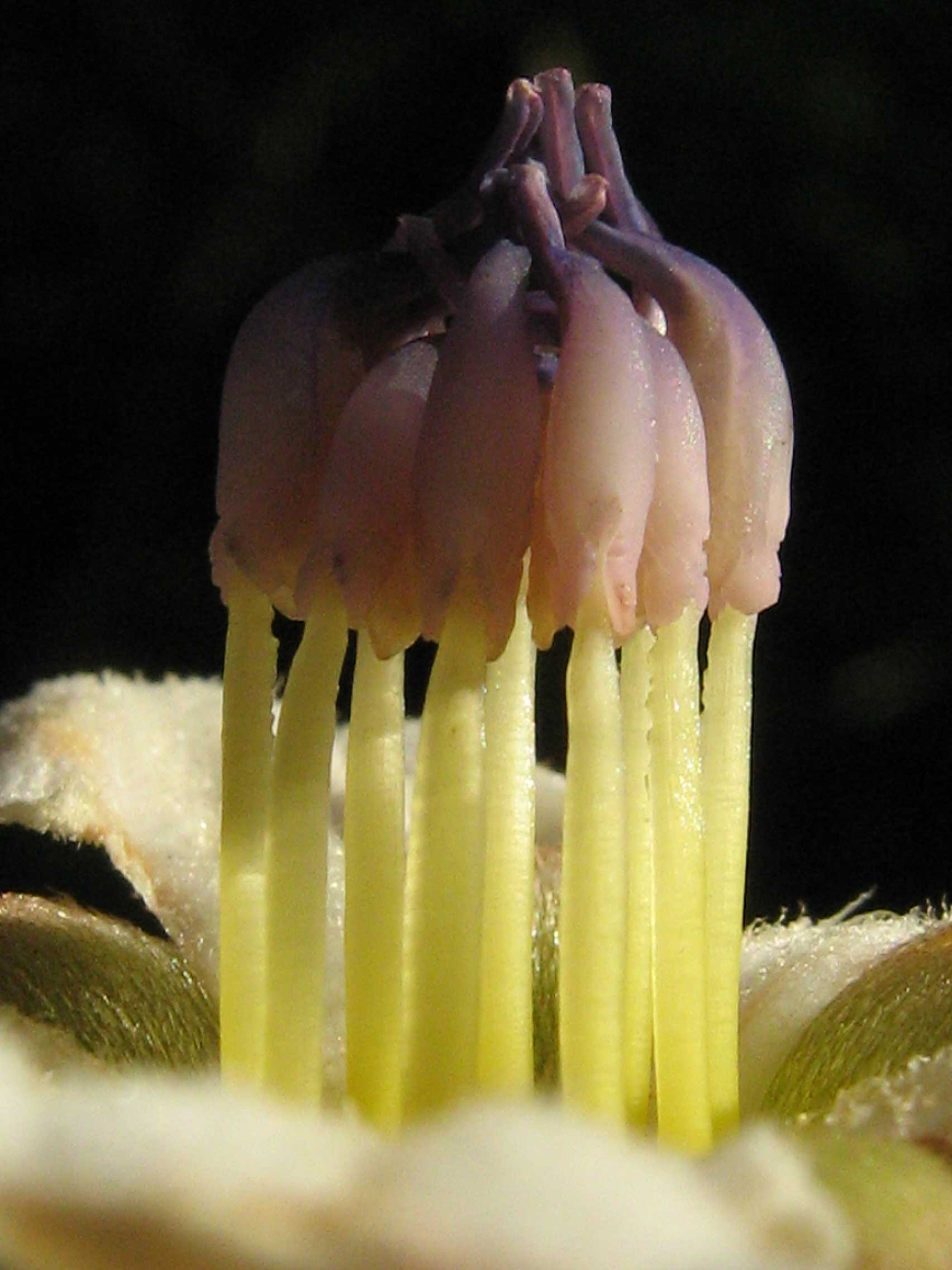
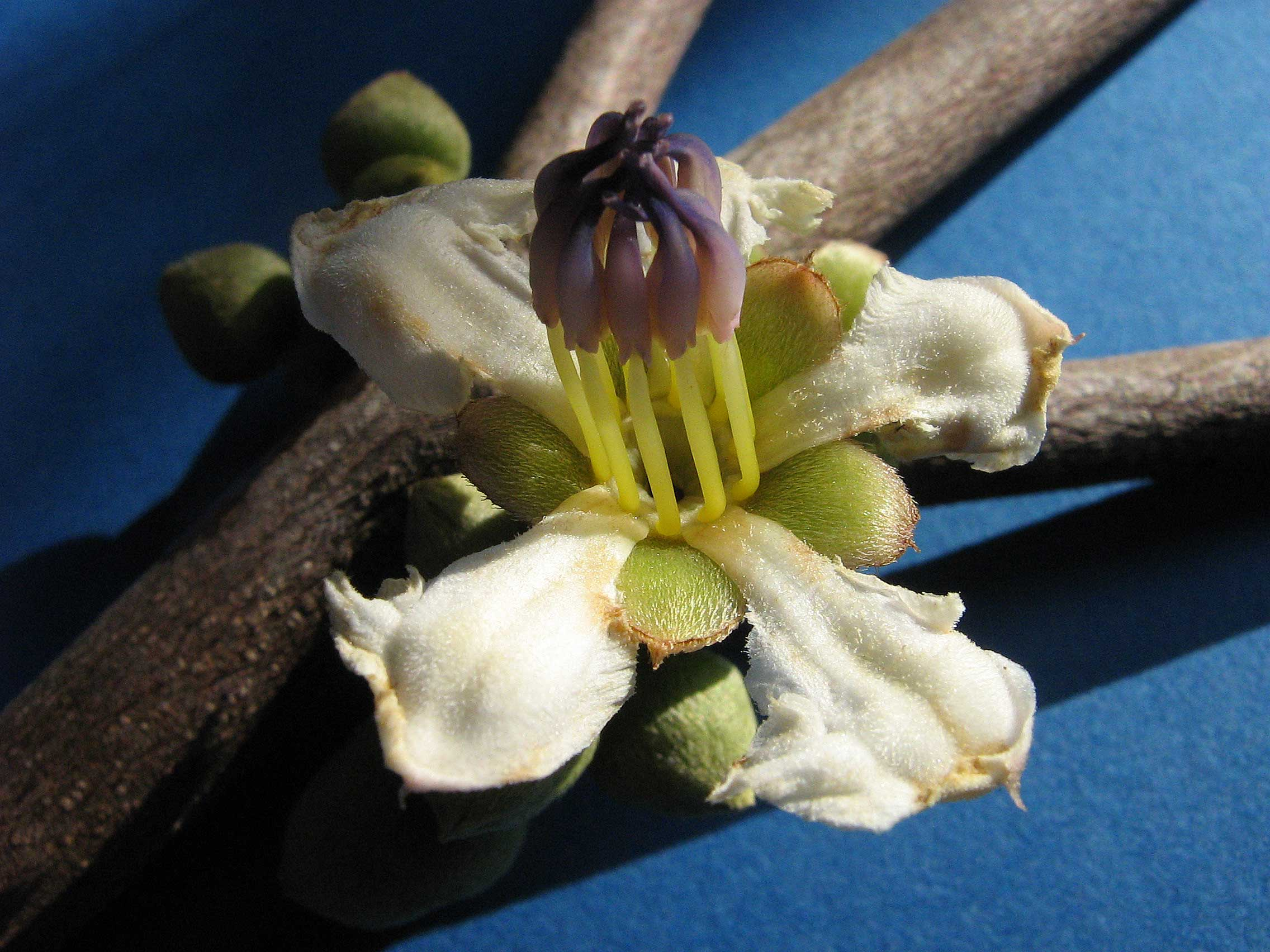
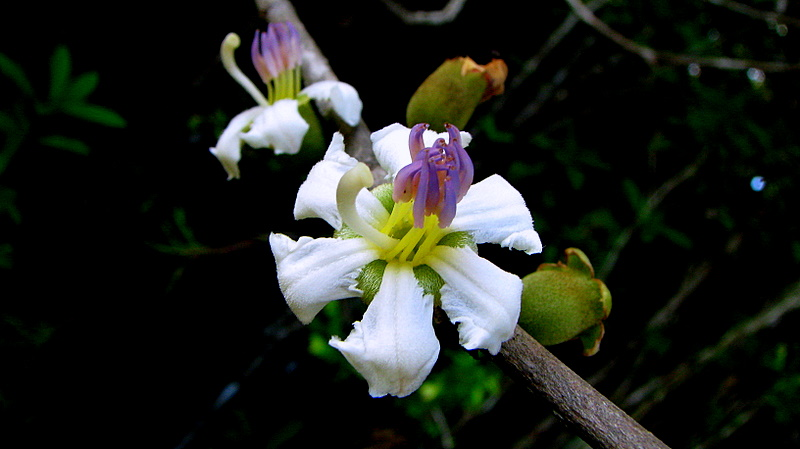
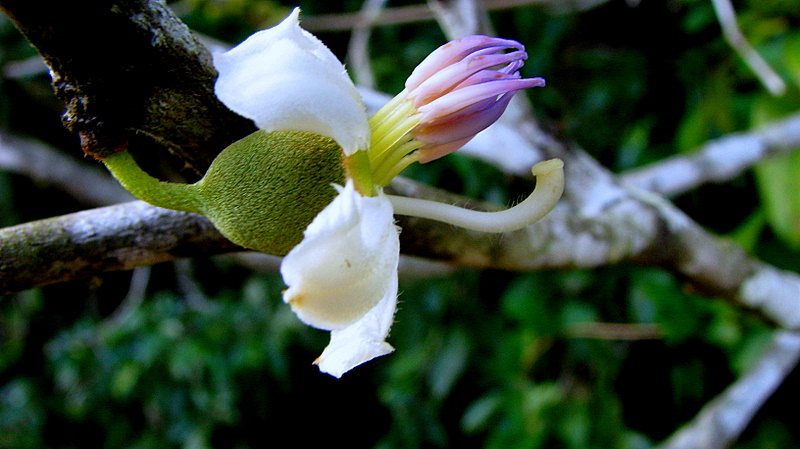
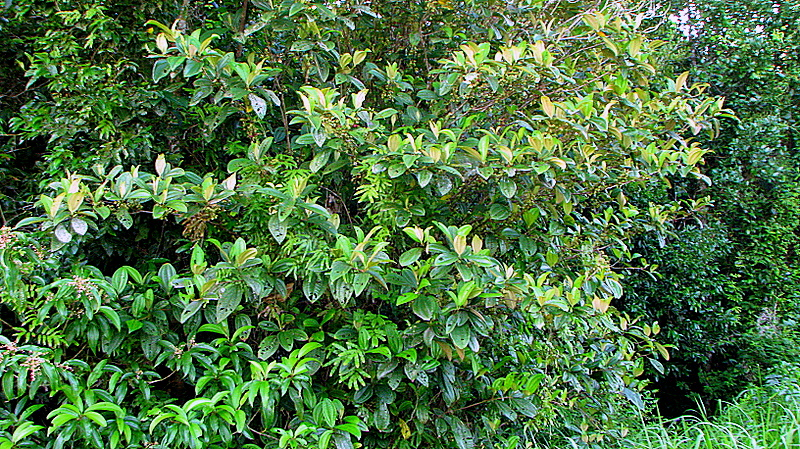

## Dottertaxa tillHenriettea, i alfabetisk ordning[1]
- Henriettea acunae
- Henriettea aggregata
- Henriettea angustifolia
- Henriettea barkeri
- Henriettea boliviensis
- Henriettea bracteosa
- Henriettea caudata
- Henriettea ciliata
- Henriettea cuabae
- Henriettea cuneata
- Henriettea duckeana
- Henriettea ekmanii
- Henriettea fascicularis
- Henriettea fissanthera
- Henriettea flavescens
- Henriettea gibberosa
- Henriettea glabra
- Henriettea gomesii
- Henriettea goudotiana
- Henriettea granulata
- Henriettea heteroneura
- Henriettea hondurensis
- Henriettea horridula
- Henriettea hotteana
- Henriettea ininiensis
- Henriettea lasiostylis
- Henriettea lateriflora
- Henriettea lawrancei
- Henriettea loretensis
- Henriettea lundellii
- Henriettea macfadyenii
- Henriettea maguirei
- Henriettea manarae
- Henriettea maroniensis
- Henriettea martiusii
- Henriettea megaloclada
- Henriettea membranifolia
- Henriettea mucronata
- Henriettea multiflora
- Henriettea odorata
- Henriettea ovata
- Henriettea patrisiana
- Henriettea prancei
- Henriettea punctata
- Henriettea ramiflora
- Henriettea reflexa
- Henriettea rimosa
- Henriettea saldanhaei
- Henriettea seemannii
- Henriettea sessilifolia
- Henriettea spruceana
- Henriettea squamata
- Henriettea squamulosa
- Henriettea stellaris
- Henriettea steyermarkii
- Henriettea strigosa
- Henriettea succosa
- Henriettea sylvestris
- Henriettea tachirensis
- Henriettea tobagensis
- Henriettea tovarensis
- Henriettea trachyphylla
- Henriettea triflora
- Henriettea tuberculosa
- Henriettea uniflora
- Henriettea verrucosa
- Henriettea williamii
- Henriettea williamsii